# Xã Mayfield, Quận DeKalb, Illinois
Xã Mayfield (tiếng Anh: Mayfield Township) là một xã thuộc quận DeKalb, tiểu bang Illinois, Hoa Kỳ. Năm 2010, dân số của xã này là 929 người.